# Martînivka, Rivne
Martînivka (în ucraineană Мартинівка) este un sat în comuna Hrușvîțea Druha din raionul Rivne, regiunea Rivne, Ucraina.

## Demografie
Componența lingvistică a localității Martînivka
     Ucraineană (100%)
Conform recensământului din 2001, toată populația localității Martînivka era vorbitoare de ucraineană (100%).